# Isachne
Isachne es un género de plantas herbáceas de la familia de las poáceas. Es originario de las regiones tropicales y subtropicales del mundo.

## Citología
El número cromosómico básico del género es x = 10, con números cromosómicos somáticos 2n = 20, 50, y 60 , ya que hay especies diploides y una serie poliploide.

## Especies
| - Isachne albens - Isachne arundinacea - Isachne australis - Isachne bennae - Isachne bicolor - Isachne biflora - Isachne brassii - Isachne chinensis - Isachne clarkei - Isachne clementis - Isachne comata - Isachne debilis - Isachne depauperata - Isachne diabolica - Isachne disperma - Isachne elatior | - Isachne elegans - Isachne globosa - Isachne henryi - Isachne javana - Isachne kunthiana - Isachne laevis - Isachne longifolia - Isachne magna - Isachne mauritiana - Isachne multiflora - Isachne myosotis - Isachne obscurans - Isachne obtecta - Isachne pallens - Isachne polygonoides - Isachne pulchella | - Isachne refracta - Isachne repens - Isachne rigens - Isachne saxicola - Isachne scandens - Isachne stricta - Isachne sylvestris - Isachne trochainii - Isachne truncata - Isachne venusta - Isachne virgata - Isachne vulcanica - Isachne walkeri - Isachne wombaliensis |